# خیابان دانمارک

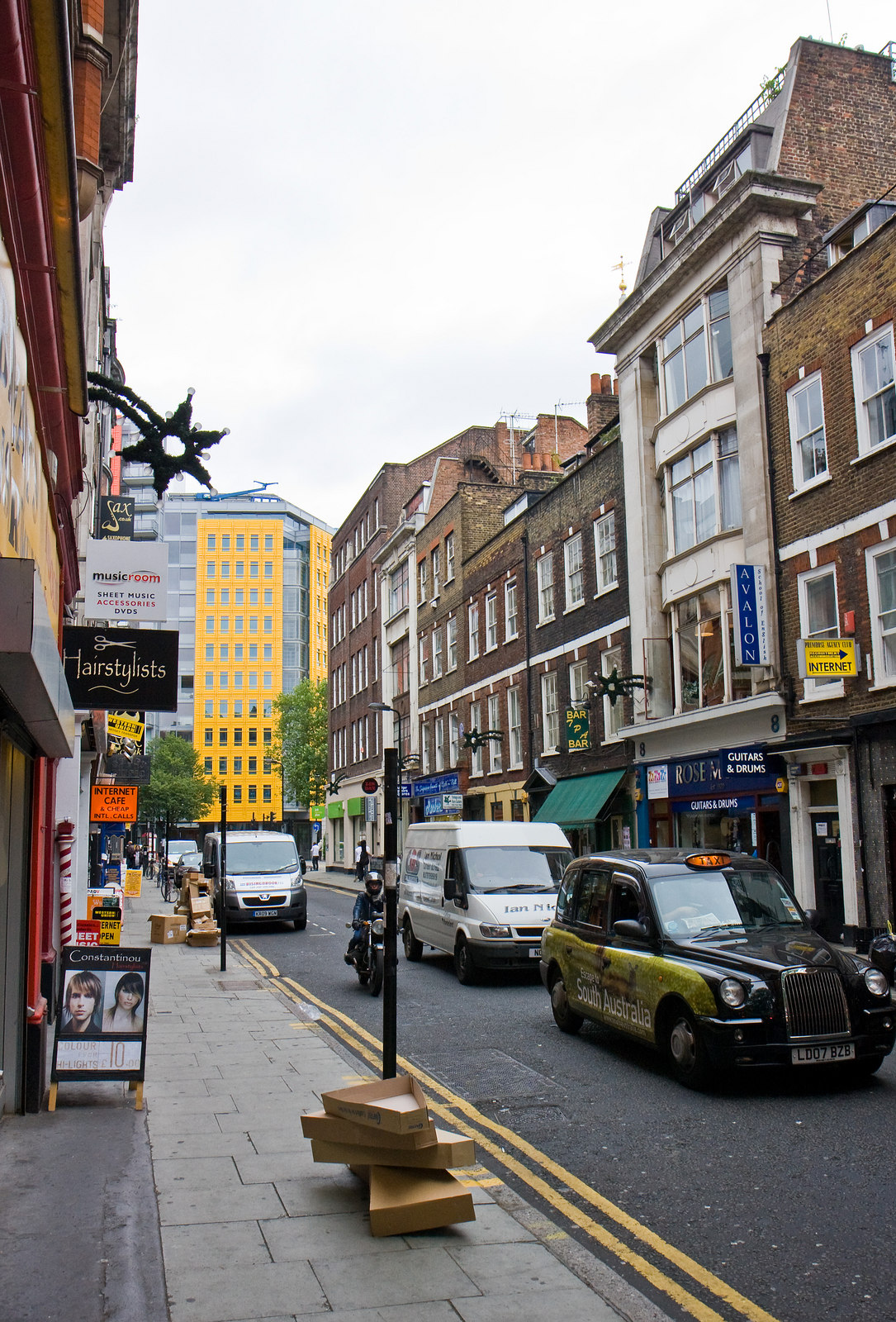
خیابان دانمارک در ۲۰۱۰

خیابان دانمارک (انگلیسی: Denmark Street) یک خیابان در لندن، انگلستان است.
این خیابان که در ناحیه وست اند لندن قرار دارد از خیابان چرینگ کراس شروع شده و در ناحیه سنت جایلز به پایان می‌رسد، این خیابان در قرن ۱۷ میلادی توسعه داده شده‌است به خاطر شاهزاده جرج دانمارک به این نام ثبت شده‌است. 
خیابان دانمارک در ابتدا به صورت مسکونی استفاده میشده اما در قرن ۱۹ میلادی به کاربری تجاری تغییر پیدا کرده‌است. در دهه ۱۹۵۰ میلادی با گسترش و محبوبیت موسیقی عامه‌پسند در بریتانیا در این خیابان استودیوها و مراکز ساخت و نشر موسیقی راه‌اندازی شد.

## نگارخانه

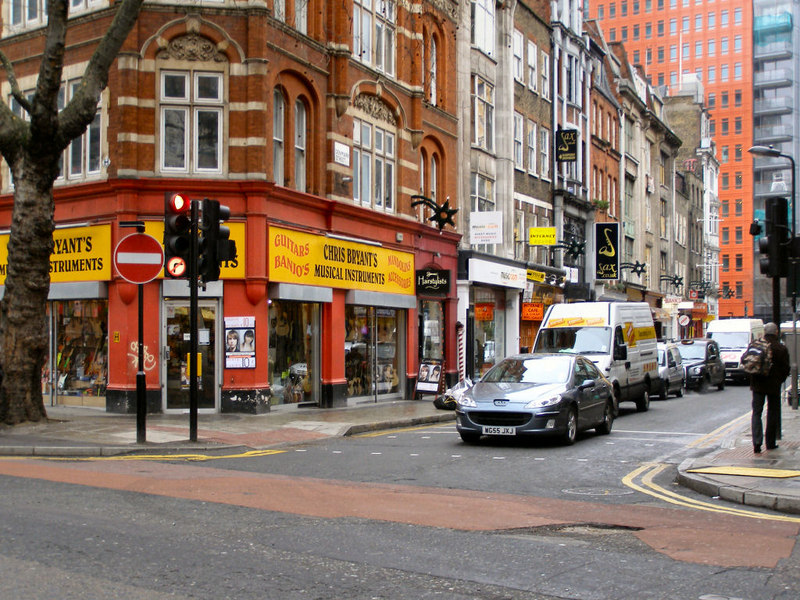
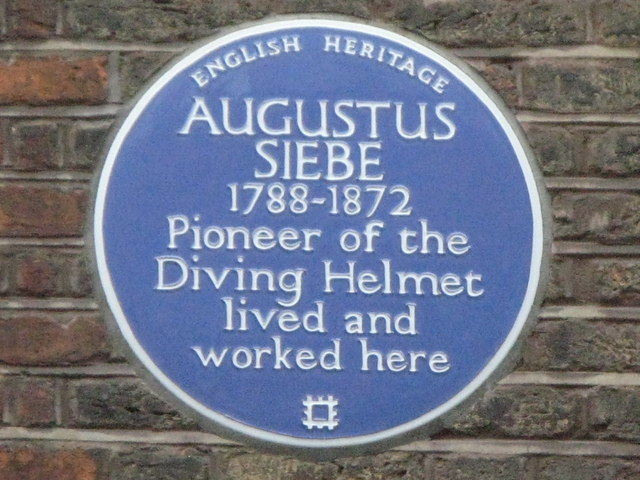
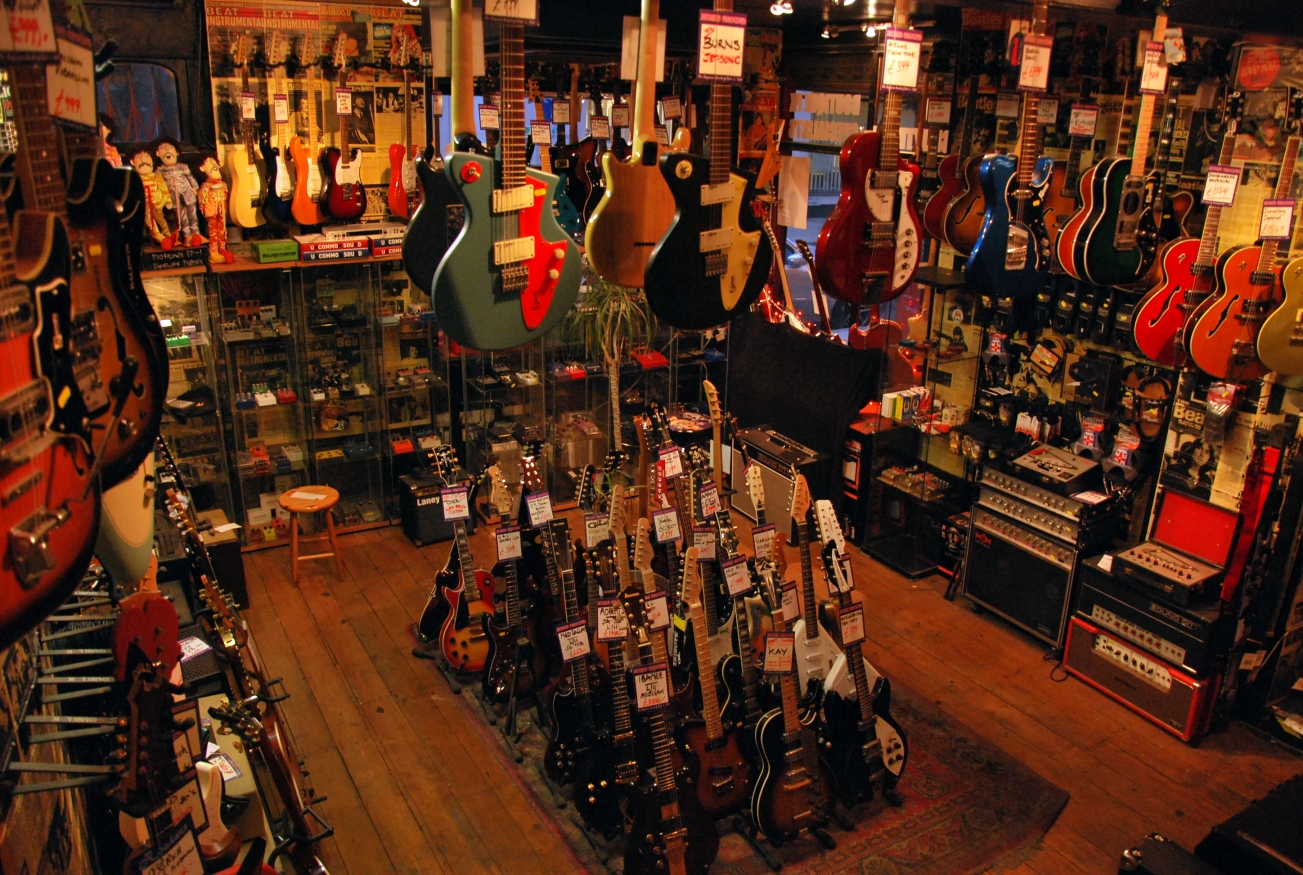
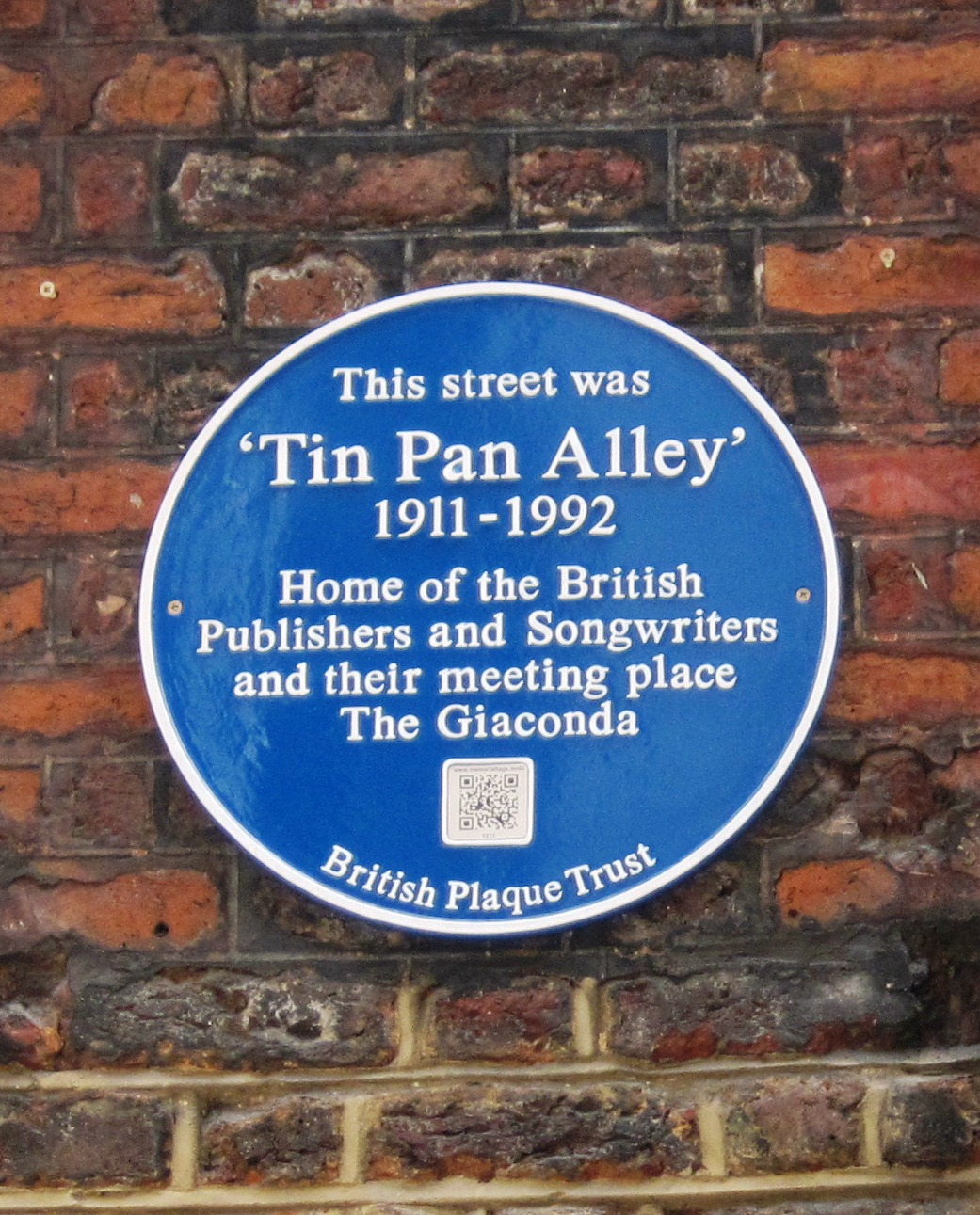
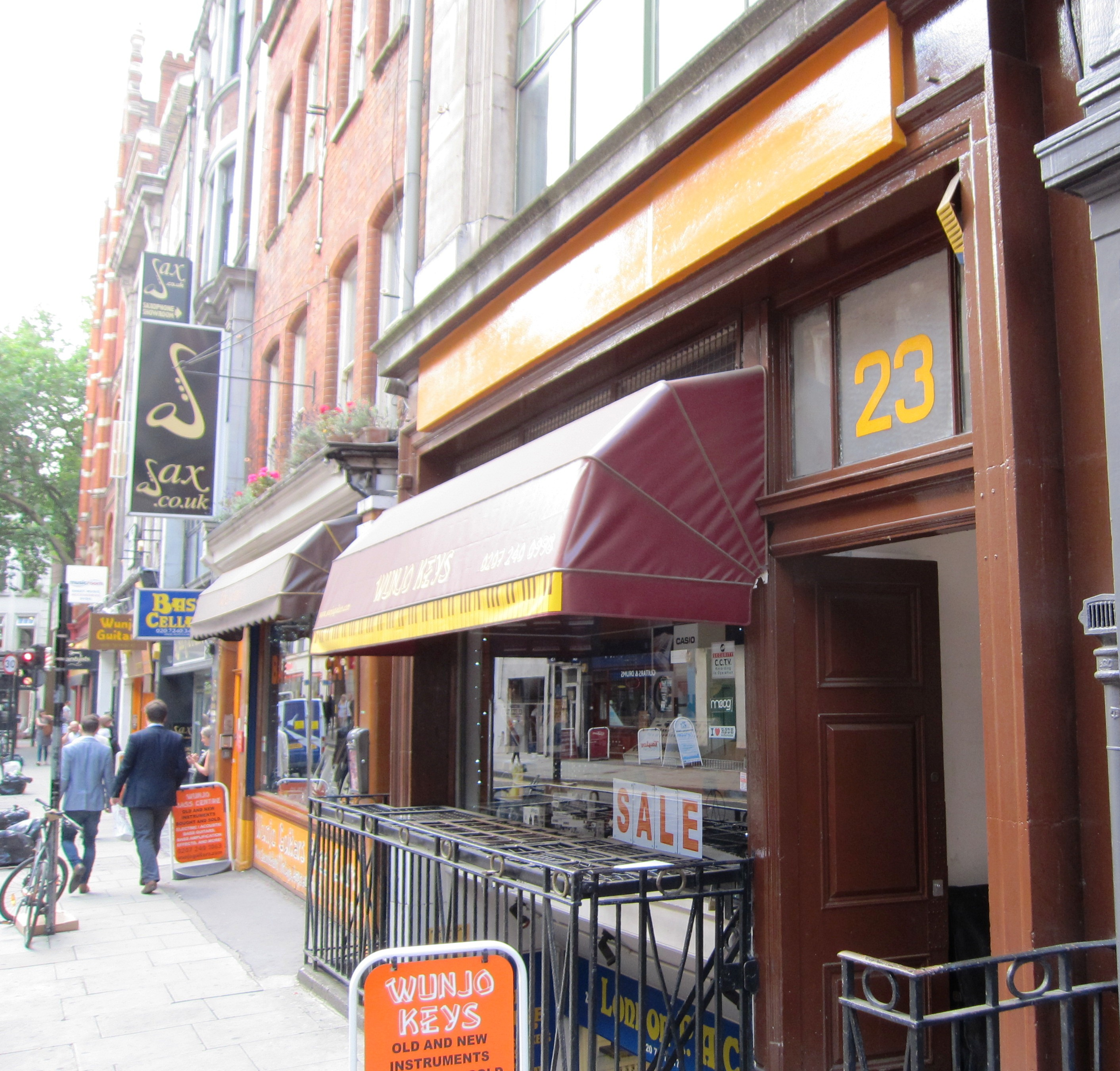
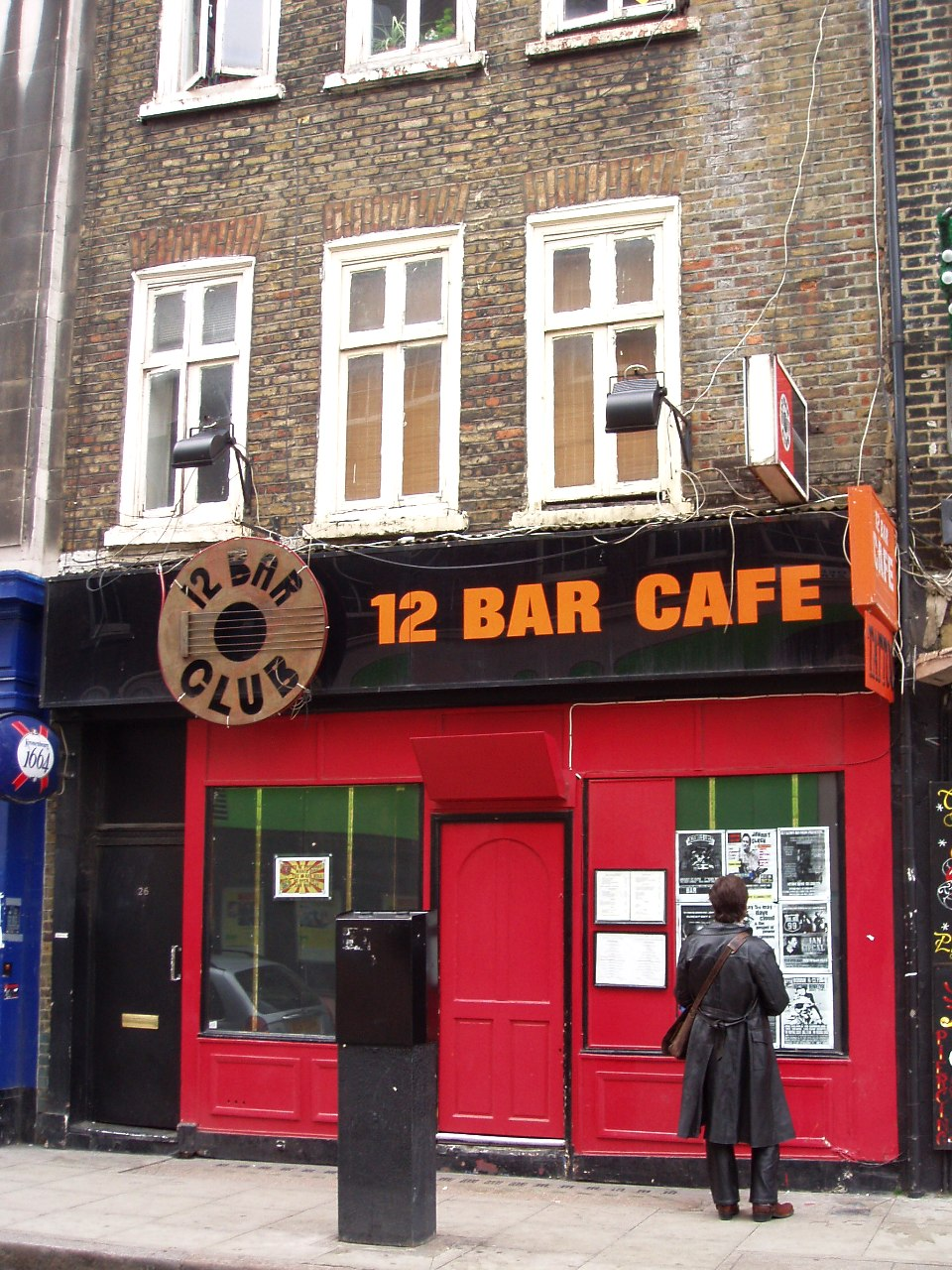